# Alimentation par le sol

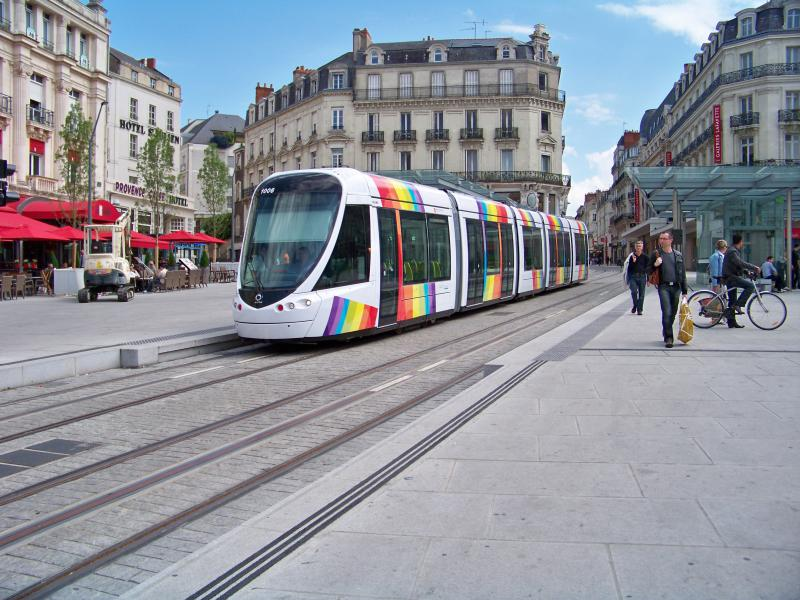
De bovenleidingloze tram in Angers.

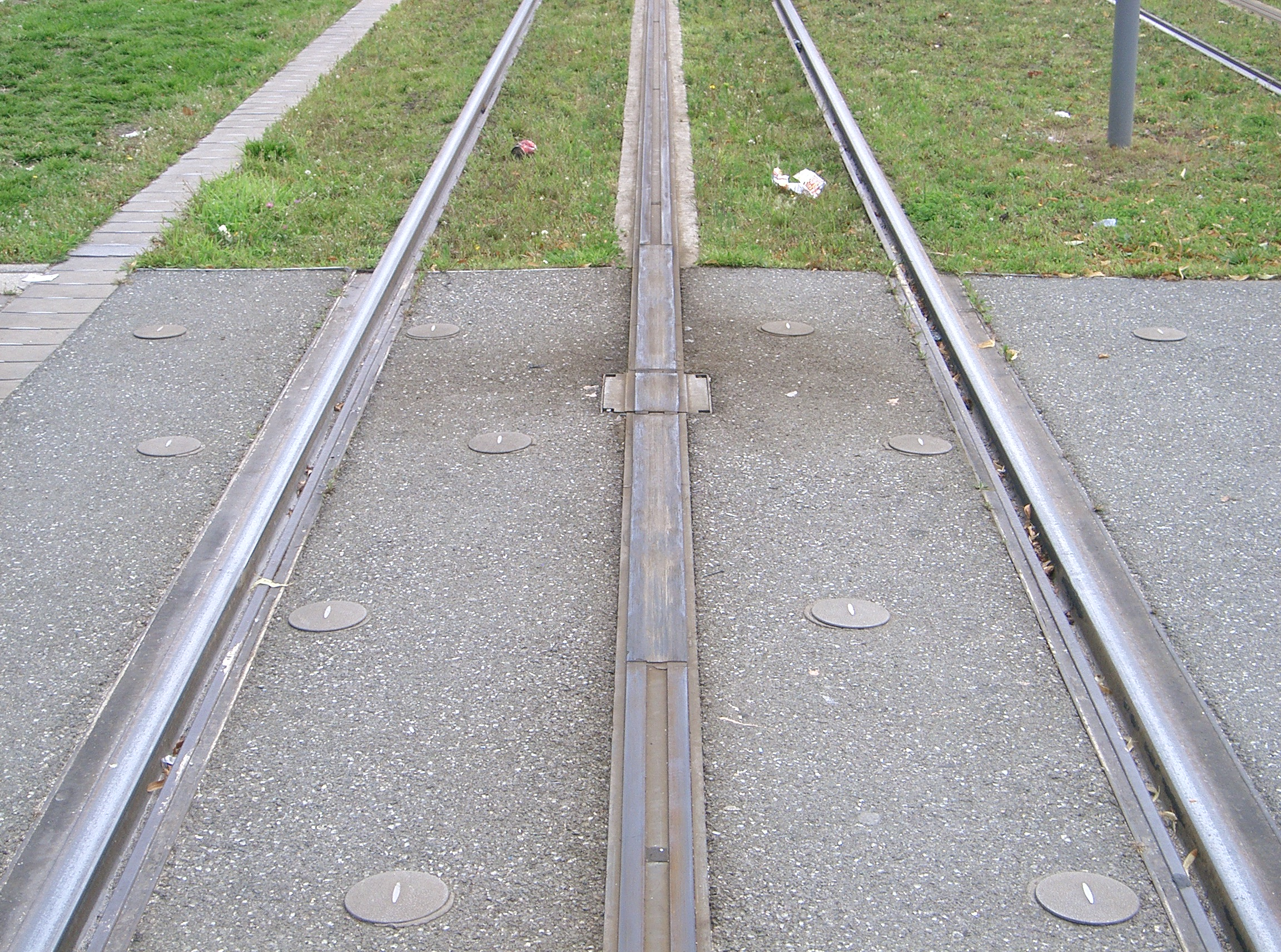
Een stuk van het met APS uitgeruste spoor. Op de middenstrip zijn de elektrisch neutrale alsook de onder spanning staande secties zichtbaar. Deze zijn gescheiden door een isolerend verbindingsstuk dat de verschillende delen mechanisch met elkaar verbindt.

Alimentation par le sol (APS, voeding via de bodem) is een techniek voor de stroomvoorziening van elektrische trams. Deze techniek is voor het eerst toegepast in de Franse stad Bordeaux, eind december 2003. Deze oplossing is gekozen omdat men vond dat bovenleiding te ontsierend zou zijn voor het historische stadsbeeld.
In plaats van door bovenleiding, vindt de voeding plaats via een stalen derde rail, die tussen de rails ligt waarover de tram rijdt. De derde rail bestaat uit een opeenvolging van stalen strips met een lengte van acht meter, gemonteerd in het wegdek. Via centrale sturing wordt tijdens het rijden uitsluitend het gedeelte onder de tram onder spanning gebracht. De spanning wordt opgevangen via een soort 'schaatsen', die over de derde rail onder de tram glijden. Gevaar voor elektrocutie is er niet, want deze derde rail staat alleen onder spanning als er een tram boven rijdt.

## Werking
Het systeem werkt als volgt: er zijn drie stroomafnemers onder elke tram, deze staan in contact met de middenrail die steeds over een lengte van acht meter onder spanning wordt gezet. Dit is een dubbele koperen strip. Elke tien meter heeft een APS-voedingskast. Er is één meter isolatie voor en na de kast om de vorming van vonken tijdens schakelen van de 750 V te verminderen. Dit systeem van onder spanning zetten, per sectie van acht meter, gebeurt door een PLC die de in het wegdek ingebouwde 750V-schakelaars bedient. In het wegdek zitten elke tien meter schakelkasten waar de schakelaars en elektronica zijn ingebouwd die weten waar de tram rijdt en dus alleen de achtmetersecties bekrachtigen onder de tram. 
De APS-kasten blijken de zwakste schakel in het hele tramsysteem doordat de deksels niet waterdicht zijn. Bij neerslag komen soms de vonken uit de APS-kasten en stoppen de trams. In de buitenwijken heeft dit tramsysteem een bovenleiding. De trams zijn uitgerust met een stroomafnemer die plat op het tramdak ligt en indien er gereden wordt met bovenleiding, dan is de afnemer geactiveerd en staat hij omhoog.

## Toepassing

### Bordeaux
Drijvende kracht achter het idee van een tram zonder bovenleiding in Bordeaux was het Franse ministerie van Cultuur. Het zag in bovenleidingdraden een aantasting van de aanblik van de stad met zijn vele monumenten en dreigde om die reden de plannen voor een tramnet te blokkeren. De verkeerschaos was echter onbeheersbaar, en door de zwakke bodem was de bouw van een metro onmogelijk. APS leek daarom de enige mogelijkheid om een snel vervoersnet in Bordeaux te realiseren. In Bordeaux is de draadloze tram uitgegroeid van een stuk verkeerstechniek tot een zuiver statussymbool. Elke buurt eiste een stukje APS. Zo niet, dan dreigde obstructie. Deze pressie heeft ertoe geleid dat in Bordeaux APS-trajecten zijn in onopvallende straten met kantoren en fabrieksgebouwen. De techniek lijkt bovendien te zijn toegepast ondanks twijfels over technische levensvatbaarheid.
De tram is de ruggengraat van het openbaar vervoer in Bordeaux, een stad met 700.000 inwoners (inclusief voorsteden), op vier na de grootste van Frankrijk. Er rijden 44 tramstellen, met comfortabele lagevloer-instap, 30 centimeter boven straatniveau.
De nieuwe tramlijnen hebben de kenmerken van een metro. Ze kennen hoge frequenties (elke zes minuten), hoge commerciële snelheden (20 km/u), geheel gescheiden banen zonder andere voertuigen worden, ruim opgezette haltes en lange trams met een capaciteit tot 300 reizigers. Dit betekent een capaciteit van 4500 passagiers per richting per uur.

### Andere steden
Frankrijk

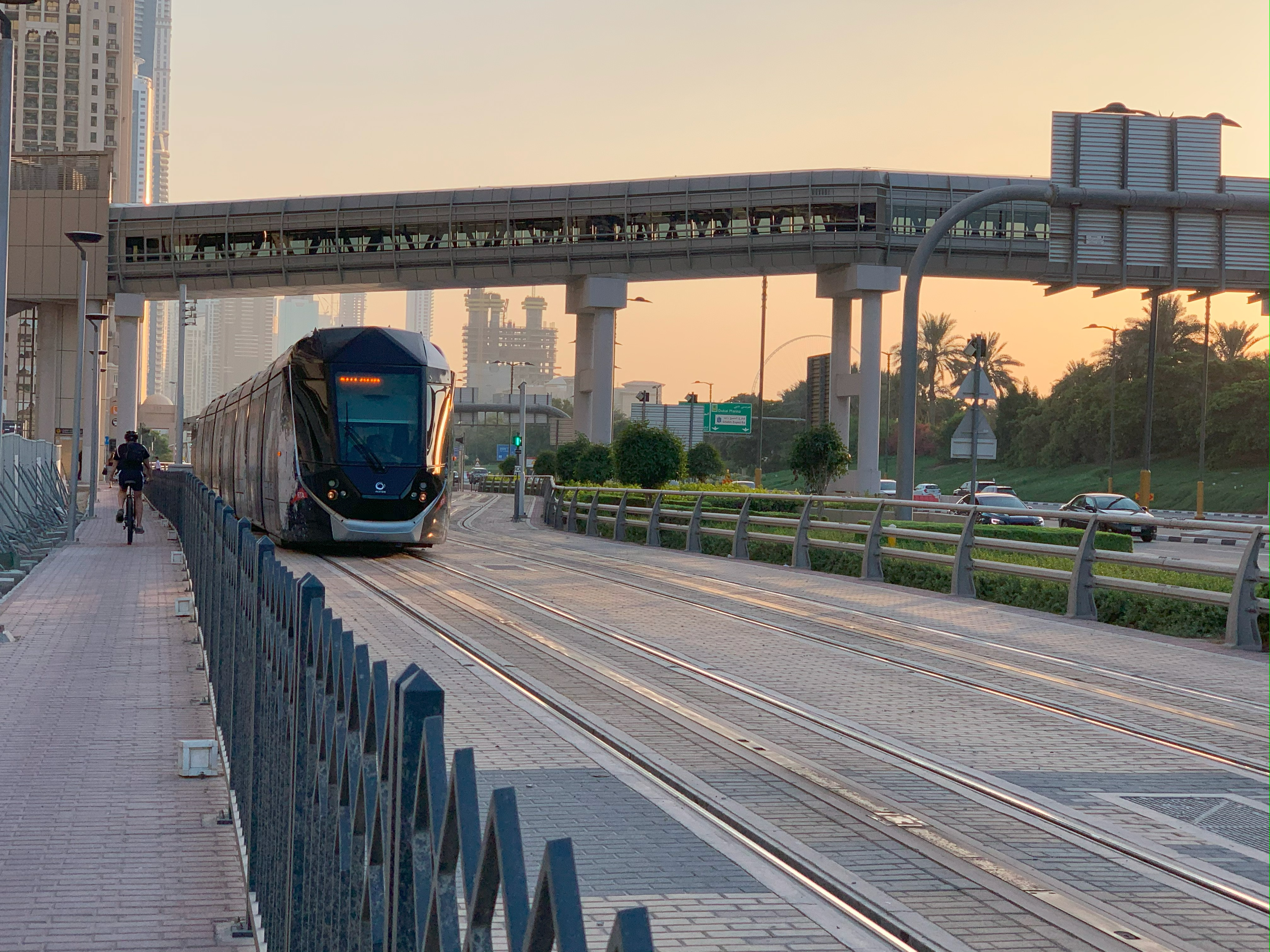
Een Alstom Citadis 402 bij het Palm Jumeirah tramstation in Dubai

- Reims - De in mei 2011 geopende tram van Reims gebruikt APS op het traject in de binnenstad.
- Angers - De in juni 2011 geopende tram van Angers gebruikt APS op twee trajecten in de binnensteden van Angers en Avrillé.
- Orléans - De in 2012 geopende tweede lijn van de tram van Orléans gebruikt op bepaalde stukken APS.

 Luxemburg
- Luxemburg - Op 10 december 2017 werd de tram van Luxemburg opnieuw geïntroduceerd, die op bepaalde stukken ACR (Acumulador de Carga Rápida), een variant van APS beperkt tot laadbeurten bij stilstand aan tramhaltes, gebruikt.

 Verenigde Arabische Emiraten
- Dubai - In 2012 opende het eerste deel van de Al Sufouh-tram in Dubai; de eerste tramlijn ter wereld die alleen gebruikmaakt van APS.

 Brazilië
- Rio de Janeiro - Het lightrailsysteem van VLT Carioca[1] (Veículos Leves sobre Trilhos) maakt sinds juni 2016 in het centrum gebruik van APS.